# Курга (остров)
Курга́ — крупный необитаемый остров в озере Ловозеро. Административно относится к Ловозерскому району Мурманской области, Россия.

## Расположение
Расположен в северной части Ловозера, прилегая почти вплотную к его восточному берегу и почти касаясь (расстояние менее 500 метров) северо-западной оконечностью западного берега, из-за чего остров практически делит озеро на две части — южную и северную. Между островом и восточным берегом образуются озеро Зимняя Курга и небольшой залив — губа Летняя Курга. Кроме того, между островом и побережьем берёт своё начало одноимённая река. Вокруг Курги лежит множество более малых островов: Чолма, Салма, Кобсуол, Кобрасуол, Неормсуол, Чудессуол, Чёрный (Чуэрвьсуол), Спасительный, Овечий, Берлин, острова Зимниковые (острова Чернуха и Туерсуол) и Глубокие, остров Амбарный и несколько безымянных островов.

## Описание
Курга является крупнейшим островом на территории озера. Его размеры: около 7 километров в длину и до 3,2 километра в ширину. Имеет неровную, вытянутую с юга на север форму с узкой (0,6—0,9 км) южной и широкой средней и северной частями.
Центральную и восточную часть острова занимает покрытая плотным елово-берёзовым лесом возвышенность — гора Чёрная Варака высотой 192 метра. Средняя высота деревьев на острове составляет 10 метров. Остальная территория острова покрыта болотами глубиной до 1 метра с редкими сухими участками и несколькими некрупными озёрами. Растительность заболоченной части острова представлена в первую очередь мхами и лишайниками. У побережья острова лежат узкие участки песчаных отмелей. На самом южном окончании Курги находится рыбацкая изба.
По территории острова проходят две зимние дороги: в северной части — ведущая из села Ловозеро на восток до озера Поросозеро и в средней части — ведущая из ныне заброшенного посёлка Семёрка на западном берегу Ловозера к селу Краснощелье в 100 километрах к юго-востоку от Курги.

## Топографические карты
- Лист карты Q-36-V,VI Ревда. Масштаб: 1 : 200 000. Указать дату выпуска/состояния местности.
- Лист карты Q-36-11-А,Б Семерка. Масштаб: 1 : 50 000.